# Alex Ferrari (football)
Pour les articles homonymes, voir Bani.
Alex Ferrari est un footballeur italien né le 1er juillet 1994 à Modène. Il évolue au poste de défenseur à l'UC Sampdoria.

## Biographie

### En club
Natif de la ville de Modène, il commence à l'âge de 4 ans Modena Est avant de partir au Bologna FC en 2002 pour passer par toutes les catégories des jeunes. Le 3 décembre 2013, il fait ses débuts avec l'équipe première, en entrant en jeu lors de la seconde mi-temps contre l'AC Siena (défaite 1-2) en coupe d'Italie. Le 14 janvier 2014, il est prêté au FC Crotone. 
En janvier 2017, il renouvelle pour 4 ans et demi son contrat avec Bologne. Le 27 janvier 2017, il part en prêt pour l'Hellas Vérone, où il reste jusqu'au mois de juin 2018. Le 13 juin 2018, il signe un contrat de prêt avec l'UC Sampdoria jusqu'au 30 juin 2019, avec option d'achat. 

### En sélection
Il joue son premier match avec les espoirs italiens le 2 juin 2016, contre l'équipe de France espoirs. En juin 2017, il participe au Championnat d'Europe de football espoirs 2017. Lors de cette compétition, il ne joue qu'un seul match, face à la Tchéquie. L'Italie s'incline en demi-finale face à l'Espagne.

## Palmarès
- Vice-champion de Serie B en 2017 avec l'Hellas Vérone